# Andreas Caminada

Andreas Caminada

Andreas Caminada (* 6. Mai 1977 in Ilanz) ist ein Schweizer Koch.

## Werdegang
Caminada wuchs im bündnerischen Sagogn auf und absolvierte im Hotel Signina im benachbarten Laax eine Kochlehre. Nach Abschluss seiner Lehre 1996 arbeitete er bis März 1998 in mehreren Betrieben als Pâtissier, Chef Entremetier und als Chef Tournant. Ab Juni 1998 war Caminada in verschiedenen Spitzenrestaurants in der Schweiz und im benachbarten Ausland tätig, unter anderem als Pâtissier und Tournant im Hotel Walserhof in Klosters, als Chef Gardemanger im Hotel Deuring Schlössle in Bregenz, als Chef Tournant im Restaurant Bareiss in Baiersbronn und als Küchenchef in der Wirtschaft zum Wiesengrund in Uetikon am See.
Seit 2003 ist Caminada Pächter und Chef de Cuisine im Schauenstein Schloss Restaurant Hotel in Fürstenau, welches über ein Restaurant mit 30 Sitzplätzen sowie drei Suiten und drei Gästezimmer verfügt. Er begann in Fürstenau mit vier Angestellten. Andreas Caminadas Restaurant ist mit 3 Michelin-Sternen und 19 Gault-Millau-Punkten ausgezeichnet. Das Restaurant ist seit 2011 ununterbrochen auf der „The World's 50 Best Restaurants“-Liste platziert und erreicht 2018 Platz 47 dieses internationalen Rankings. Im März 2012 eröffnete Caminada die Remisa - La Tavlada, die am Wochenende als Café genutzt wird und abends von Mittwoch bis Sonntag für Gruppen von 8 bis 18 Personen mit der hochstehenden Küche des Schlosses Schauenstein gebucht werden kann.
Im selben Jahr publizierte Caminada erstmals sein eigenes Bookazine – eine Mischung aus Kochbuch und Magazin – das jeweils halbjährlich auf Deutsch und Englisch erscheint. Ebenfalls 2012 wurde das Catering «acasa» gegründet, das Caminada zusammen mit seinem langjährigen Freund Sandro Steingruber umsetzt.
Im Dezember 2015 eröffnete Caminada seinen zweites Restaurant IGNIV by Andreas Caminada im Grand Resort Bad Ragaz in Bad Ragaz; Küchenchef ist Silvio Germann. Im IGNIV (rätoromanisch für „Nest“) gibt es die klassischen Gang-Abfolge nicht. Stattdessen wählt man aus drei Gängen mit vielen verschiedenen Gerichten, die in unterschiedlichen Schalen und Platten serviert werden. 2022 übernahm Silvio Germann den Mammertsberg in Freidorf (TG). Seine Nachfolge in Bad Ragaz trat Joël Ellenberger an. Ebenfalls 2015 wurde die Stiftung «Fundaziun Uccelin» ins Leben gerufen. Deren Zweck ist es, junge Koch- und Servicetalente in ihrem Handwerk zu fördern. 2016 folgte ein weiteres IGNIV im Badrutt’s Palace-Hotel in St. Moritz, das bis 2023 während der Wintersaison geöffnet war. 2020 eröffneten die IGNIV in Zürich im Marktgasse Hotel sowie in Bangkok St. Regis. 
Im Frühling 2017 wurde das 1742 erbaute Meierhaus – ein ehemaliges Verwaltungsgebäude des Bischofs – beim Schloss Schauenstein umgebaut und damit das Hotelangebot um zwei Suiten und ein Gästezimmer erweitert.

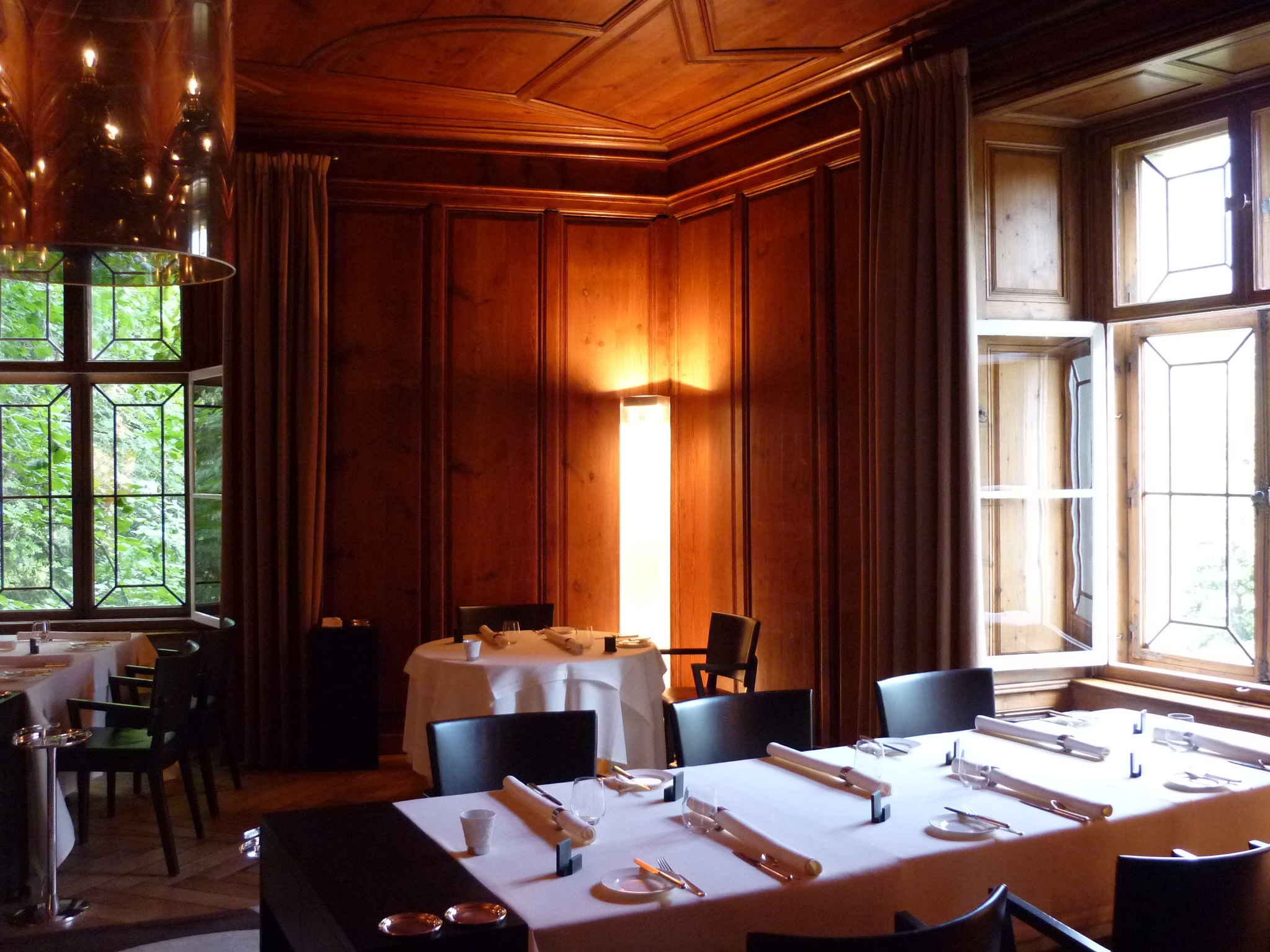
Im Restaurant Schloss Schauenstein

Caminada ist Werbepartner von Audi, Hublot, V-Zug, Dom Perignon sowie Swiss Mountain Spring. Im Gault-Millau-Channel veröffentlicht er regelmässig unter „Atelier Caminada“ eigene Rezept-Clips.
2021 beschäftigte das Unternehmen rund 150 Personen. Im März 2022 erwarb die Caminada Group und The Living Circle das Schloss Schauenstein von der Heinrich Schwendener-Stiftung.
2024 eröffnete in Andermatt (UR) das IGNIV Andermatt.
Am 3. Januar 2025 wurde die Sendung Dinner Club des Streaming-Anbieters Amazon Prime mit Caminada als Gastgeber veröffentlicht.
Im Juni 2025 wurde bekannt, dass das IGNIV in Bad Ragaz Ende Januar 2026 geschlossen wird.

## Privates
Caminada ist mit Sarah Caminada (* 1977) verheiratet und hat zwei Söhne. Sarah Caminada absolvierte die Hotelfachschule Lausanne und ist CEO und CFO der Caminada Group. Er ist passionierter Golfer.

## Auszeichnungen

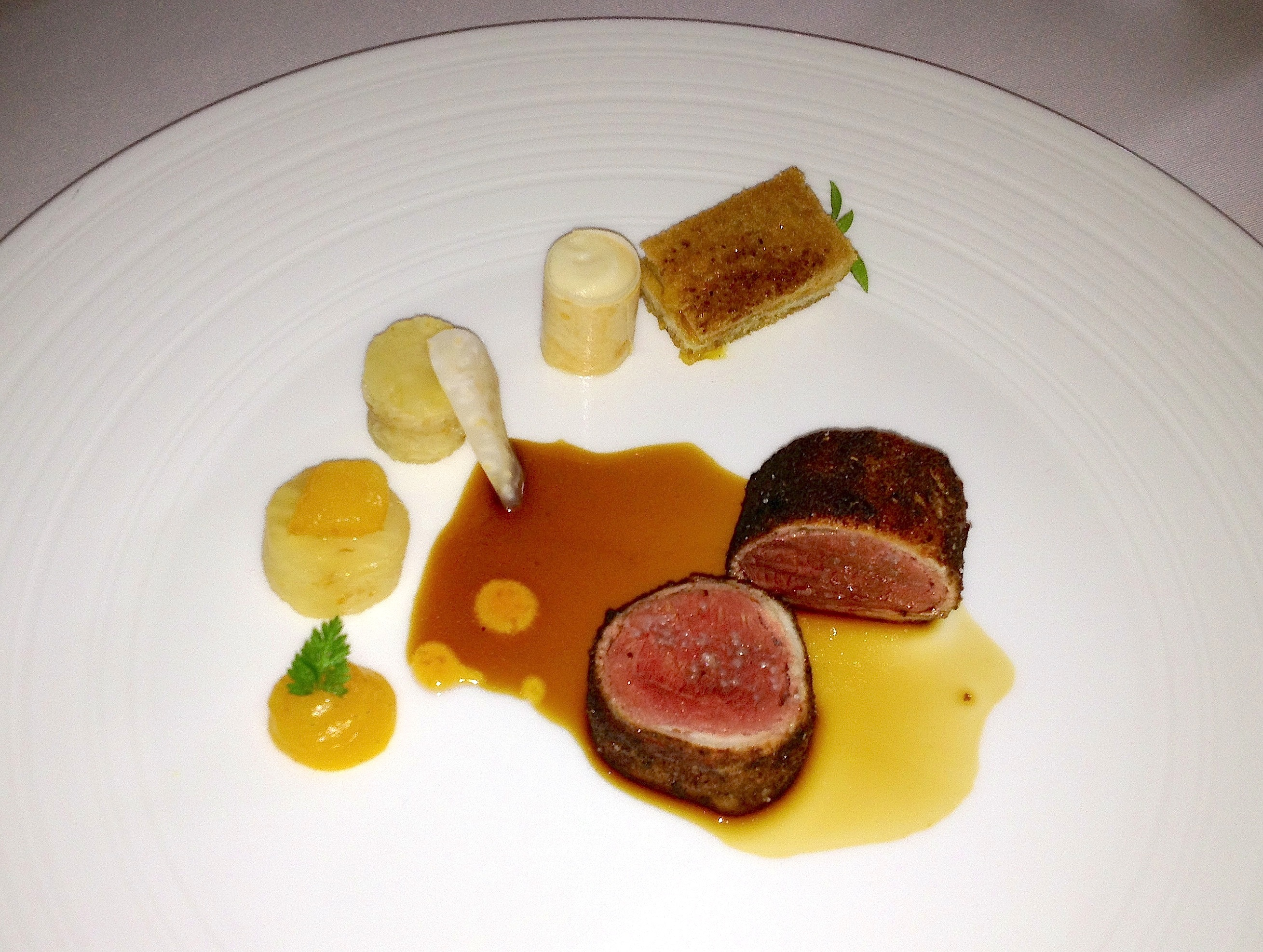
5. Gang des Mittagsmenüs: Sommerreh, Dörraprikose, Confit, Brot, Sellerie, Mille Feuille, Püree

- 2005 Ausgabe des Gault-Millau-Guides: Zur «Entdeckung des Jahres» gekürt und mit 15 Gault-Millau-Punkten ausgezeichnet.
- 2005 Ausgabe des Michelin-Guides: Mit erstem Michelin-Stern geehrt.
- 2006 Ausgabe des Gault-Millau-Guides: Mit 16 Gault-Millau-Punkten ausgezeichnet.
- 2007 Ausgabe des Gault-Millau-Guides: Als «Als Aufsteiger des Jahres» gekürt und mit 17 Gault-Millau-Punkten ausgezeichnet.
- 2008 Ausgabe des Gault-Millau wird Caminada als «Koch des Jahres» gekürt und mit 18 Gault-Millau-Punkten ausgezeichnet. Im gleichen Jahr wurde er im Bertelsmann Guide zum «Koch des Jahres» in der Schweiz ausgezeichnet.
- 2008 Ausgabe des Michelin-Guides: Mit zwei Michelin-Sternen geehrt
- 2010 Ausgabe des Gault-Millau-Guides wurde er zum zweiten Mal zum «Koch des Jahres» gekürt und erstmals mit 19 Punkte ausgezeichnet.[19]
- 2011 Ausgabe des Michelin-Guides: Caminadas Restaurant erhält den dritten Michelin-Stern im Alter von 34 Jahren.[20]
- 2011 schaffte es Schloss Schauenstein auf den 23. Platz der S. Pellegrino World’s 50 Best Restaurants-Liste.[21][22]
- 2012 Der Schlemmer Atlas bewertet ihn mit der Bestnote von 5 Kochlöffeln und zählt ihn damit zu den „Spitzenköchen des Jahres“.[23]
- 2012 Auszeichnung «Bündner des Jahres» des Kantons Graubünden (Schweiz) und Anerkennungspreis vom Kanton Graubünden
- 2016 «Eckart 2016 für grosse Kochkunst».[24]
- 2017 auf Platz 2 der «Top100+ European Restaurants» des US-amerikanischen Restaurant-Bewertungsportals OAD gewählt
- 2018 Platz 47 der "World's 50 Best Restaurants" Liste[25]
- 2018 Internationale Ehren-Trophée Gourmet vom österreichischen Magazin "A La Carte" für Andreas Caminada, Schloss Schauenstein[26]
- 2018 Auszeichnung als "Bestes Restaurant Europas" durch Wahl auf Platz 1 der «Top100+ European Restaurants» des US-amerikanischen Restaurant-Bewertungsportals OAD[27]

## Fernsehauftritte
2013 war er als Gastjuror in der Sat.1-Kochcastingshow The Taste zu sehen. Im Dezember 2014, März 2019 und Dezember 2024 hatte er bei Kitchen Impossible (VOX) Gastauftritte. 2022 war Caminada Juror in der Sendung MasterChef Schweiz auf dem Sender 3+.